# Frantz Adam
Pour les articles homonymes, voir Adam.
Frantz Adam, né le 1er janvier 1886 à Bourg-en-Bresse et mort le 18 décembre 1968 à Villejuif, est un psychiatre français connu pour avoir photographié la Première Guerre mondiale en particulier dans les tranchées alors qu'il était militaire dans l'armée française. Il est enterré au cimetière de Vanves.

## Carrière
Diplômé de la faculté de Lyon en 1912, il commence sa carrière en tant que médecin adjoint à l'asile de Châlons-sur-Marne. Mobilisé en août 1914, il est affecté à un hôpital de l'arrière. Dès le mois de novembre, il intègre sur sa demande le 23e régiment d'infanterie, où il sert jusqu'en 1918. Il est blessé à deux reprises, en 1915, notamment à la bataille de La Fontenelle.
Au sortir de la Grande guerre, à trente-deux ans, Frantz Adam est nommé médecin chef de l'asile de Rouffach dans une Alsace reconquise. Il tente de donner un peu plus d'humanité au traitement des malades. Officier de réserve, il est mobilisé en 1939. Il est fait prisonnier à la suite de l'offensive de mai 1940.
Expulsé, il est nommé par le régime de Vichy médecin chef de la Chartreuse, dans le Périgord, où sont relogés un grand nombre d'Alsaciens. Il y est confronté aux conséquences du rationnement, dont la mise en œuvre  est faite au détriment des aliénés et met en péril « l'existence de nos malades ». Il est le premier, le 28 avril 1941, à dénoncer officiellement l' « hécatombe des fous ».

## Le photographe
Il était équipé d'un Vest Pocket Kodak à soufflet — l'appareil portatif le plus utilisé à l'époque — qui lui a permis de faire environ trois cents photographies du front . Celles-ci présentent les principaux lieux d'affrontement du front occidental, la Somme, Verdun, le Chemin des Dames, et développent des thématiques variées : la vie quotidienne sur le front, le traitement des prisonniers, les corps des soldats morts au combats, les moments de détente ou d'ennui, la camaraderie au sein de l'unité. 
L'ensemble du fonds Adam (cinq cents photos, réparties en vingt-trois enveloppes) a été conservé et transmis par la famille à l'agence France-Presse en 2005. Il y a également un album contenant, outre les clichés d'Adam, ceux d'autres photographes, l'échange de photographies entre amateurs étant alors une pratique courante (le 23e régiment d'infanterie, où servait Adam, comprenait en effet dans ses rangs trois autres techniciens chevronnés : Joseph et Loys Roux, et Joseph Saint-Pierre). Lors du centenaire de la Première Guerre mondiale, l'AFP décide de réaliser un ouvrage à partir de ce fonds photographique.
L'œuvre dans sa globalité est reconnue pour sa qualité : « Les clichés de médiocre qualité se comptent sur les doigts d'une main. L'historien André Loez et le journaliste Alain Navarro, auteurs d'un remarquable travail de contextualisation, ont tenu à les laisser ». 

## Famille
- Son frère André Adam, né le 7 janvier 1894 à Bourg-en-Bresse et mort le 15 mars 1978 à Pont-d'Ain, a été combattant lors de la Première Guerre mondiale et fait prisonnier le 22 juin 1915. Il est après-guerre, curé puis aumônier à Bourg-en-Bresse[1].
- Frantz Adam a épousé Marie Edmée Arnaud, fille de François-Léon Arnaud  qui fut une des figures les plus marquantes de la psychiatrie en France au début du XXe siècle.

## Décorations[7]
- Croix de guerre 1914-1918 deux palmes, une étoile d'argent et une étoile de bronze
- Légion d'honneur officier, décret du 30 décembre 1931.

## Œuvres
- Frantz Adam, « Voyons…, de quoi s’agit-il ? » (Foch). La question d’Alsace-Lorraine exposée aux anciens combattants », Amédée Legrand, 1932, 145 p.

- Frantz Adam, Ce que j'ai vu de la Grande Guerre, Paris, La Découverte, coll. « Hors collection Essais & Documents », octobre 2013, 200 p. (ISBN 978-2-7071-7681-3, présentation en ligne)
- Frantz Adam, Sentinelles, prenez garde à vous, Amédée Legrand, 1931, 206 p.